# Польская фабрика по производству ценных бумаг
Польская фабрика по производству ценных бумаг (Polska Wytwórnia Papierów Wartościowych S.A.; PWPW S.A.) — принадлежащее на 100% казначейству Польши акционерное общество, предприятие, занимающееся производством банкнот, документов, защищенных печатных изданий и ИТ-систем.
PWPW входит в список стратегических компаний казначейства. С января 2017 г. надзор за Совфедом осуществляет министр внутренних дел и администрации. С 2006 года компания входит в список производителей банкнот евро аккредитованных Европейским Центральным банком.
Штаб-квартира PWPW находится на ул. Романа Сангушки 1 в Варшаве.

## История

### До 1939 Года
Истоки польский цех ценных бумаг были тесно связаны с историей независимой Польши. После окончания Первой мировой войны власти Второй республики приступили к приведению в порядок захваченных после захватчиков валютных систем. Производство собственных банкнот и документов должно было подчеркнуть независимость и стать элементом новой идентичности независимой польский. 25 января 1919 года правительство Игнатия Яна Падеревского приняло постановление о создании государственных графических заводов. Предприятие было создано на базе типографий Я. Хиршовича в алл. Иерусалимских и А. Гуркевича в Мариенштате и бумажная фабрика мокотовской тюрьмы.
В 1920 году на заводе была выпущена первая банкнота номиналом 100 польских марок.
26 мая 1925 года министр финансов Владислав Грабский подписал соглашение с польским банком, которое предусматривало создание компании с участием Центрального банка и Казначейства. В результате 10 июля 1926 года государственные графические заводы были преобразованы в Польше. А в том же году началось строительство новой штаб-квартиры компании на ул. Сангушки в Варшаве. Работы над зданием по проекту Антона Дыгата были завершены в 1929 году.
В июле 1939 года на заводе работало 560 сотрудников.

### Годы оккупации
С 1940 года, во время немецкой оккупации, на территории завода действовала подпольная фабрика банкнот (ПРБ), которая для нужд подпольного государства выпускала в подполье банкноты и документы о легализации. В начале 1944 года ПРБ был преобразован в отдельный боевой отряд ПРБ / 17 / С.
После начала Варшавского восстания сотрудники PWPW сначала отбили здание завода у немцев, а затем почти месяц защищали завод от дальнейших атак. PWPW вошла в историю Варшавы как один из повстанческих редутов Старого города. 27 августа 1944 года был нанесен окончательный немецкий удар численностью 1600 солдат, поддерживаемых танковым оружием, против которых в бой вступили всего 200 повстанцев. После ожесточенной борьбы за каждый этаж здания на улице Сангушки 28 августа 1944 года повстанцы покинули здание. За 27 дней боевых действий здесь погибли почти 100 польских повстанцев.

### Послевоенные годы
Указом от 10 ноября 1945 г. было создано Государственное предприятие по производству ценных бумаг, а постановлением министра финансов от 28 апреля 1947 г. государственному предприятию PWPW был присвоен устав. В 1946 году началось восстановление разрушенного бомбежками здания на ул. Сангушки. В это время производство банкнот и документов было перенесено в Лодзь. Строительные работы закончились в 1950 году, производство вернулось в Варшаву. После денежной реформы PWPW печатает новые банкноты, введенные в обращение, и защищенные документы. В 1975 году была выпущена первая банкнота из серии «Великие поляки». Это 500 злотых с изображением Тадеуша Костюшко, напечатанным в PWPW. В последующие годы вводятся новые номиналы (до 1994 года). Последней банкнотой этой серии была банкнота номиналом 2 000 000 злотых с изображением Игнатия Яна Падеревского. Дизайнером всех банкнот этой серии является Андрей Гейдрих. С 1998 года PWPW печатает банкноты новой серии под названием «польский правитель»"
В 2016 году компания по инициативе ее руководства была «доверена Богу через непорочное сердце Марии».

## Области деятельности

### Банкноты
PWPW производит циркулирующие и коллекционные банкноты для Национального банка Польши, а также для центральных банков других стран, например, для Словакии, Грузии, Гватемалы, Парагвая, Гондураса, Доминиканской республики или Джибути.

### Документы и ИТ-системы
Идентификационные документы: бланки удостоверений личности, которые затем персонализируются в Центре персонализации документов МВД, польский биометрический паспорт-паспортная книжка с вшитым в обложку микропроцессором, в который в МВД вводятся биометрические данные, удостоверения личности, документы для иностранцев (например, карта пребывания). PWPW является производителем паспортов также для Литвы, Армении и Бангладеш.
Коммуникационные документы: водительские права, регистрационные свидетельства, карты транспортного средства, легализационные наклейки на стекла и номерные знаки, сертификаты ADR, карты для цифровых тахографов и система цифровых тахографов — для Польши, Армении, Грузии и Азербайджана.
В дополнение к полиграфической продукции PWPW также предлагает электронные услуги (также через свои дочерние компании), такие как: центр Trust Services Sigillum (e-Signature), Польша тендерная платформа; является оператором систем транспортного средства и водителя (PIK), Info-car, паспортной информационной системы (PSI) или центральной системы идентификации футбольных болельщиков, реализованная для польской ,,Экстракласа".

### Бумага и защищенная печать
PWPW является производителем почтовых марок для Польской почты, акцизных марок для Министерства финансов вместе с системой идентификации акцизных бандеролей. Он также производит акции, облигации, дипломы и ваучеры. PWPW экспортирует защищенную бумагу с водяными знаками m.in.: в Австрию, Грецию, Нидерланды, Францию, США и Турцию.

### Пластиковые карты
PWPW является производителем пластиковых и поликарбонатных карт (m.in. банковские карты, удостоверения личности).

### Научно-исследовательская деятельность
Результатом работы, проводимой в PWPW, является несколько собственных решений, предназначенных для защиты документов, таких как e-DataPage — жесткая поликарбонатная персонализированная страница, содержащая микропроцессор, используемая для изготовления биометрических паспортов; Extreme ID — идентификационная карта, содержащая микропроцессор, используемая для изготовления биометрических паспортов; Extreme ID — идентификационная карта, содержащая устойчивый к высоким температурам металлический идентификационный элемент, так что данные человека могут быть прочитаны, даже если документ подвергся воздействию огня (это решение впервые использовалось в удостоверениях личности шахтеров); PCP — технология цветной персонализации поликарбонатных карт, которая позволяет разместить цветную фотографию в структуре многослойной карты (предотвращает подделку документа без видимых следов вмешательства) — используется m.in. в польских водительских правах; фон — прозрачная лазерная гравировка-используется в польских удостоверениях личности и водительских правах.
С 2016 года издается ежеквартальный журнал «Человек и документы»" Это специализированный журнал, посвященный теме документов в системе безопасности граждан с особым акцентом на правовые, административные и экономические аспекты.

### Фонд
3 июня 2016 года в присутствии солдата АК и участника повстанческих боев на территории ПВПВ — Юлиуша Кулеши правление ПВПВ подписало учредительный акт Фонда редута.